# Marie-Theres Federhofer
Marie-Theres Federhofer (* 1962) ist eine Literaturwissenschaftlerin. Sie lebt und arbeitet in Tromsø in Norwegen.

## Leben und Wirken
Marie-Theres Federhofer ist die Tochter von Hellmut Federhofer und Renate Federhofer-Königs. Nach einer Ausbildung zur Verlagsbuchhändlerin studierte sie Philosophie und Komparatistik an der Freien Universität Berlin und an der Nouvelle Sorbonne in Paris und schloss 1991 als M.A. ab. 1999 wurde sie mit einer Arbeit über Johann Heinrich Merck an der Universität Tromsø zum Dr. phil. promoviert.
Seit 2008 ist sie Professorin für deutsche Literaturwissenschaft und Kulturstudien an der Fakultät für Geistes- und Sozialwissenschaften und Lehrerausbildung der Universität Tromsø. Ihre Forschungsschwerpunkte sind Dilettantismus in Kunst und Wissenschaft sowie Wissenschaftsgeschichte des 18. und 19. Jahrhunderts.
Von 2012 bis 2014 war sie Leiterin des Lenkungsausschusses Norwegen des Deutsch-Norwegischen Studienzentrums der Universität Kiel. Von Oktober 2018 bis August 2022 war sie Inhaberin der Henrik-Steffens-Gastprofessur am Nordeuropa-Institut der Humboldt-Universität zu Berlin. Ab August 2022 ist sie Prodekan für Forschung der Philosophischen Fakultät der Arktischen Universität Norwegens (Universität Tromsø).

## Auszeichnungen
- 2019: Willy-Brandt-Preis (mit Erik Fosnes Hansen)[5]

## Schriften
- „Moi simple amateur“. Johann Heinrich Merck und der naturwissenschaftliche Dilettantismus im 18. Jahrhundert. Dissertation. Universität Tromsø 1999. Wehrhahn, Laatzen 2001, ISBN 3-932324-75-7.
- Kleine Spuren. Dilettantismus und Dilettantismusverständnis in Georg Forsters „Ansichten vom Niederrhein“. In: Jörn Garber, Tanja von Hoorn (Hrsg.): Natur – Mensch – Kultur. Georg Forster im Wissenschaftsfeld seiner Zeit. Wehrhahn, Hannover-Laatzen 2006, ISBN 978-3-86525-017-9, S. 197–218.
- Dilettantenkultur. Alexander von Humboldts Kosmos-Vorlesungen. In: Stefan Blechschmidt, Andrea Heinz (Hrsg.): Dilettantismus um 1800. Winter, Heidelberg 2007, ISBN 978-3-8253-5324-7, S. 323–338.
- Der Dilettant als Dolmetscher. Beobachtungen zum naturwissenschaftlichen Werk Adelbert von Chamissos. In: Uwe Wirth, Safia Azzouni (Hrsg.): Dilettantismus als Beruf. Kadmos, Berlin 2010, ISBN 978-3-86599-080-8, S. 47–64.
- De to kulturer. Det litterære og vitenskapelige blikk på nordområdene hos Adelbert von Chamisso.In: Cathrin Theodorsen, Johan Schimanski, Henning Howlid Wærp (Hrsg.): Reiser og ekspedisjoner i det litterære Arktis. Tapir, Trondheim 2011, S. 137–160.

als Herausgeberin
- mit Guri Ellen Barstad: Dilettant, Dandy und Décadent. Wehrhahn, Laatzen 2003, ISBN 3-932324-31-5.
- Experiment und Experimentieren im 18. Jahrhundert. Palatina, Heidelberg 2005, ISBN 3-932608-24-0 (eingeschränkte Vorschau in der Google-Buchsuche).
- Naturspiele. Beiträge zu einem naturhistorischen Konzept der frühen Neuzeit. Palatina, Heidelberg 2006, ISBN 978-3-932608-25-4 (eingeschränkte Vorschau in der Google-Buchsuche).
- mit Diana Ordubadi: Adam Johann von Krusenstern, Georg Heinrich von Langsdorff, Otto von Kotzebue, Adelbert von Chamisso: Forschungsreisen auf Kamtschatka. Auszüge aus ihren Werken. Kulturstiftung Sibirien, Fürstenberg 2011, ISBN 978-3-942883-81-8.
- (Bearb.): Chamisso und die Wale. Mit dem lateinischen Originaltext der Walschrift Chamissos und dessen Übersetzung. Kulturstiftung Sibirien, Fürstenberg 2012, ISBN 978-3-942883-85-6.
- mit Jutta Weber: Korrespondenzen und Transformationen. Neue Perspektiven auf Adelbert von Chamisso. Vandenhoeck & Ruprecht unipress, Göttingen 2013, ISBN 978-3-8471-0010-2.
- mit Silje Gaupseth, Per Pippin Aspass: Travels in the North. A Multidisciplinary Approach to the Long History of Northern Travel Writing. Wehrhahn, Hannover 2013, ISBN 978-3-86525-334-7.